# Wettinia
Genre
Classification phylogénétique
Espèces de rang inférieur
- Voir le texte

Wettinia est un genre de plantes de la famille des Arecaceae (les palmiers) que l'on trouve dans les régions tropicales de l'Amérique. Il contient les espèces suivantes :
- Wettinia aequatorialis
- Wettinia augusta Poepp. & Endl.
- Wettinia castanea H.E.Moore & J.Dransf.
- Wettinia fascicularis
- Wettinia hirsuta
- Wettinia lanata R.Bernal
- Wettinia longipetala
- Wettinia minima
- Wettinia oxycarpa Galeano-Garcés & R.Bernal
- Wettinia panamensis R.Bernal
- Wettinia quinaria (O.F.Cook & Doyle) Burret
- Wettinia verruculosa H.E.Moore

## Classification
- Famille des Arecaceae
  - Sous-famille des Arecoideae
    - Tribu des Iriarteeae

Ce genre partage sa tribu avec 4 autres genres :   Iriartella, Dictyocaryum, Iriartea , Socratea .